# 张金荣 (少将)
张金荣（1947年12月—2024年10月18日），江苏省丹徒县人，中华人民共和国政治人物。

## 生平
1947年12月，张金荣出生在江苏省丹徒县（今镇江新区）石桥镇华山村。
1968年3月，张金荣加入中国人民解放军，成为第12军35师工兵营营部侦察班一名战士，后来加入中国共产党。
1977年11月，张金荣调入南京军区政治部群众工作部工作。1988年，张金荣取得上校军衔。1990年8月，张金荣出任南京军区政治部群众工作部副部长。1992年7月，张金荣取得大校军衔，10月升任南京军区政治部群众工作部部长。
1998年，长江流域洪灾，张金荣出任安徽省安庆段南京军区前指政工负责人，主持抗洪救灾工作。1999年7月，张金荣同志出任安徽省军区政治部主任。2001年7月，张金荣取得少将军衔。2003年7月，张金荣出任安徽省军区政治委员，兼任中共安徽省委常委。
2008年2月，张金荣退休。
2024年10月18日，张金荣在南京市逝世，享年76岁。